# Stephen C. Spiteri
Stephen C. Spiteri (* 15. September 1963) ist ein maltesischer Historiker, Autor und Publizist. Der Schwerpunkt seiner Tätigkeit liegt auf dem Gebiet der militärischen Architektur und der Militärgeschichte Maltas.

## Werdegang
Nach dem Besuch des St. Aloysius College in Birkirkara studierte Spiteri an der University of Malta. Seit Abschluss seines Studiums ist Spiteri im Bereich der Denkmalpflege tätig. Er war amtierender Kurator der Rüstkammer des Großmeisterpalastes in Valletta und für zehn Jahre Inspektor für Befestigungsanlagen (Superintendent of Fortifications). Gegenwärtig ist er als Forschungskoordinator in der Restoration Unit des Ministeriums für Ressourcen und Angelegenheiten des ländlichen Raums (Ministry for Resources and Rural Affairs) der Republik Malta tätig.
Spiteri verfasste eine Reihe von Publikationen zur Militärorganisation, zur Ausrüstung und Bewaffnung des Johanniterordens sowie zu militärischen Befestigungsanlagen auf Malta. Er ist Mitbegründer der Sacra Milita Foundation for the study of Hospitaller Military and Naval History zur Erforschung der Militär-  und Flottengeschichte des Johanniterordens und der Fortress Explorer Society. Er fungiert auch als Herausgeber des Online-Journals Arx - International Journal of Military Architecture and Fortification, das sich mit Fragen des Festungsbaus und der militärischen Architektur beschäftigt.

## Publikationen
- The Knights Fortifications (1989)
- Fortresses of the Cross (1994)
- British Military Architecture (1996)
- The Fougasse, The Stone Mortar of Malta (1999)
- Fortresses of the Knights (2001)
- Armoury of the Knights (2003)
- The Great Siege (2005)
- The Art of Fortress Building in Hospitaller Malta (2008)
- The Fortifications of Malta. BDL Publishings (Book Distributers Limited), 2017, ISBN 978-99957-6738-9, S. 124.